# Dwars door Vlaanderen 2015
Dwars door Vlaanderen 2015 var den 70. udgave af cykelløbet Dwars door Vlaanderen. Det var en del af UCI Europe Tour-kalenderen og blev afviklet 25. marts 2015. Løbet blev vundet af belgiske Jelle Wallays fra Topsport Vlaanderen-Baloise.

## Hold og ryttere
| UCI WorldTeams (13)- AG2R La Mondiale - Astana - BMC Racing Team - Cannondale-Garmin - Etixx-Quick Step - IAM Cycling - Katusha - Lotto NL-Jumbo - Lotto-Soudal - Movistar Team - Orica-GreenEDGE - Tinkoff-Saxo - Trek Factory Racing UCI Professionelle kontinentalthold (9)- Androni Giocattoli - Cofidis, Solutions Crédits - Cult Energy - Europcar - MTN-Qhubeka - Roompot Oranje Peloton - Southeast - Topsport Vlaanderen-Baloise - Wanty-Groupe Gobert |
| |

### Danske ryttere
- Matti Breschel kørte for Tinkoff-Saxo
- Michael Mørkøv kørte for Tinkoff-Saxo
- Lars Bak kørte for Lotto-Soudal
- Martin Mortensen kørte for CULT Energy Pro Cycling
- Mads Pedersen kørte for CULT Energy Pro Cycling
- Rasmus Quaade kørte for CULT Energy Pro Cycling
- Michael Reihs kørte for CULT Energy Pro Cycling
- Troels Vinther kørte for CULT Energy Pro Cycling

## Resultater
| Nr. | Rytter                         | Hold                        | Tid     |
| --- | ------------------------------ | --------------------------- | ------- |
| 1   | Jelle Wallays (BEL)            | Topsport Vlaanderen-Baloise | 4:35.59 |
| 2   | Edward Theuns (BEL)            | Topsport Vlaanderen-Baloise | +2      |
| 3   | Dylan van Baarle (NED)         | Team Cannondale-Garmin      | +2      |
| 4   | Michał Kwiatkowski (POL)       | Etixx-Quick Step            | +4      |
| 5   | Guillaume Van Keirsbulck (BEL) | Etixx-Quick Step            | +1.20   |
| 6   | Tiesj Benoot (BEL)             | Lotto-Soudal                | +1.29   |
| 7   | Cyril Lemoine (FRA)            | Cofidis                     | +1.29   |
| 8   | Jens Debusschere (BEL)         | Lotto-Soudal                | +1.29   |
| 9   | Nikolas Maes (BEL)             | Etixx-Quick Step            | +1.29   |
| 10  | Aleksej Tsatevitj (RUS)        | Team Katusha                | +1.29   |